# 99 a.C.

## Eventos
- Aulo Postúmio Albino e Marco Antônio Orador, cônsules romanos.